# 917

## Esdeveniments
- Batalla d'Anchialus, el tsar Simeó I de Bulgària envaeix Tràcia i en foragita les tropes de l'Imperi Romà d'Orient.

## Naixements
- Teofilacte Lecapè, patriarca de Constantinoble

## Necrològiques
- Rakka: al-Abbàs ibn Amr al-Ghanawí, general dels abbàssides.